# Thomas Seidelin
Thomas Tobias Seidelin (født 1. april 1987) er en dansk tidligere fodboldspiller.

## Klubarriere
Seidelin fik i juli 2008 ophævet sin kontrakt med Lyngby Boldklub og skiftede til Boldklubben Frem.
I sommeren 2009 skrev Seidelin under på en etårig kontrakt med Akademisk Boldklub, men efter et halvt år forlod han klubben.

## Landsholdskarriere
Seidelin fik sin debut i landsholdssammenhæng den 29. oktober 2002 på Danmarks U/16-fodboldlandshold, da han startede inde og spillede alle 90 minutter i et 1-2-nederlag til Frankrig. Han spillede tre kampe for U/16-landsholdet og en kamp for U/20-landsholdet.